# Dome 2 Dome Roadrace
Le Dome 2 Dome Roadrace, dénommé précédemment Powerade Dome 2 Dome Cycling Spectacular est une course cycliste d'un jour disputée en Afrique du Sud. En 2007 et 2008, l'épreuve fait partie de l'UCI Africa Tour.

## Palmarès
| Année | Vainqueur                   | Deuxième                    | Troisième                |
| ----- | --------------------------- | --------------------------- | ------------------------ |
| 2005  | Jacques Fullard             | James Lewis Perry           | George Daniel Schoonraad |
| 2006  | Christoff Van Heerden       | Nolan Hoffman               | Jay Robert Thomson       |
| 2007  | Jaco Venter                 | Tiaan Kannemeyer            | David-Harold George      |
| 2008  | Nolan Hoffman               | Malcolm Lange               | Johannes Kachelhoffer    |
| 2009  | Arran Brown                 | Reinardt Janse Van Rensburg | Dennis Van Niekerk       |
| 2010  | Johann Rabie                | Dennis Van Niekerk          | David Maree              |
| 2011  | Reinardt Janse Van Rensburg | Johannes Kachelhoffer       | William Bush             |
| 2012  | Johannes Kachelhoffer       | David Maree                 | Jani Tewelde Weldegaber  |
| 2013  | Dylan Girdlestone           | Willie Smit                 | Jayde Andrew Julius      |
| 2014  | Jayde Andrew Julius         | Herman Fouche               | Johannes Kachelhoffer    |
| 2015  | Mike Hewan                  | Henry Uys                   | Jaco Cronje              |